# Sudan-Airways-Flug 1165
Der Sudan-Airways-Flug 1165 (Flugnummer IATA: SD1165, ICAO: SUD1165, Funkrufzeichen: SUDANAIR 1165) war ein internationaler Frachtflug der Fluggesellschaft Golden Star Air Cargo, der am 24. März 1992 im Auftrag von Sudan Airways vom Flughafen Amsterdam-Schiphol zum Flughafen Khartum mit einer planmäßigen Zwischenlandung auf dem Flughafen Athen-Ellinikon durchgeführt wurde. Kurz vor der Zwischenlandung in Athen prallte die auf diesem Flug eingesetzte Boeing 707-321C mit dem Luftfahrzeugkennzeichen ST-ALX gegen einen Berg, wobei alle sieben Insassen an Bord ums Leben kamen.

## Maschine
Das betroffene Flugzeug war eine im Jahr 1964 auf dem Boeing Field, Washington gebaute Boeing 707-321C mit der Werknummer 18715 und der Modellseriennummer 364. Die Maschine wurde zunächst mit dem Luftfahrzeugkennzeichen N791PA auf den Hersteller zugelassen und absolvierte am 11. März 1964 ihren Erstflug, neun Tage später übernahm die Pan American World Airways die Maschine und gab ihr den Taufnamen Clipper Fidelity. Von März 1978 bis Januar 1979 war die Maschine dann an Maverick International, ab September 1980 an Intercontinental Airways, die die Boeing einen Monat darauf an Nigeria Airways weiter verleaste. Ab Juli 1981 leaste Turkish Airlines die Maschine, ließ sie mit dem Kennzeichen TC-JCC wieder zu und nutzte sie fortan als Frachtflugzeug für ihre Frachtflugsparte THY Cargo. Ab August 1991 war die Maschine mit dem Kennzeichen N791PA auf die Flugzeugleasinggesellschaft Intercontinental fAero Leasing zugelassen, ab Januar 1992 trug die Maschine dann das Kennzeichen ST-ALX und war für die Golden Star Air Cargo im Einsatz. Das vierstrahlige Langstreckenflugzeug war mit vier Mantelstromtriebwerken des Typs Pratt & Whitney JT3D-3B ausgestattet.

## Unfallhergang
Mit der Maschine der Golden Star Air Cargo wurde ein Frachtflug im Namen der Sudan Airways durchgeführt. Die in Amsterdam gestartete Maschine hatte im Anflug auf den Flughafen Athen eine Landefreigabe für die Landebahn 33R erhalten. Während des Endanfluges kam die Maschine vom Kurs des Instrumentenlandesystems ab und prallte in etwa 800 Metern Höhe gegen eine Bergflanke des Hymettos-Gebirges. Die Maschine wurde beim Aufprall völlig zerstört, alle sieben Insassen kamen ums Leben.

## Ursache
Die Unfalluntersuchung ergab, dass der Flugkapitän die Standardverfahren für einen durch das Instrumentenlandesystem gestützten Anflug nicht befolgt hatte und stattdessen einen Anflug im Sichtflug versuchte. Obwohl der Kapitän per Funk angegeben hatte, dass er den Kurssender des ILS empfangen hätte, ergab die Unfalluntersuchung, dass die Maschine nicht den durch den Kurssender vorgegebenen Kurs flog. Die Piloten entschieden zu spät, einen Fehlanflug durchzuführen, sodass die Kollision mit dem Berg nicht mehr abzuwenden war.